# 3831 Pettengill
3831 Pettengill (1986 TP2) là một tiểu hành tinh vành đai chính được phát hiện ngày 7 tháng 10 năm 1986 bởi E. Bowell ở Flagstaff (AM).